# CD-i
CD-i naziv je za multimedijski CD uređaj koji je razvila nizozemska tvrtka Philips. CD-i je ime i za multimedijski standard za CD koji se primjenjivao i na CD-i igraće konzole, poznate također pod imenom Zelena knjiga (eng. Green Book). Standard CD-i je razvijen kao zajednički projekt između Philipsa i Sonya 1986. Prvi CD-i uređaj bio je dostupan 1991. i prvo se prodavao za 400 dolara. Ovaj uređaj bio je sposoban koristiti CD-i diskove, zvučne CD diskove, CD+G, Karaoke CD, i Video CD (VCD) uz pomoć posebnog dodatka „Digital Video Card” za dekodiranje MPEG-1 sadržaja. Prilikom izlaska na tržište, CD-i format je fokusiran na obrazovni software, dok su videoigre bile rijetkost. Tek kasnije oko 1993. počele su se pojavljivati videoigre nakon što je Philips sklopio ugovor s Nintendom za proizvodnju CD-ROM dodatka za SNES, što je omogućilo Philipsu da se iskoristi Nintendovu bibiloteku likova i igara. Pojavom Sony PlayStationa na tržištu uzrokovalo je pad prodaje CD-i uređaja, tako da Philips prekida proizvodnju 1998.